# Selo imeni Poliny Ossipenko
Selo imeni Poliny Ossipenko (russisch село имени Полины Осипенко) ist ein Dorf in der Region Chabarowsk (Russland) mit 1894 Einwohnern (Stand 1. Oktober 2021).

## Geographie
Die Siedlung liegt im Fernen Osten Russlands am linken Ufer eines Arms des bedeutenden Amur-Nebenflusses Amgun, etwa 450 Kilometer (Luftlinie) nordnordöstlich der Regionshauptstadt Chabarowsk.
Imeni Poliny Ossipenko ist Verwaltungszentrum des gleichnamigen Rajons imeni Poliny Ossipenko.

## Geschichte
Während der Expansion des Russischen Reiches im Amurgebiet in den 1850er Jahren befahl Generalgouverneur Nikolai Murawjow im Januar 1857 die Organisation einer „Amur-Expedition“ zur Erkundung des Gebietes. In deren Rahmen fand der Geologe Nikolai Anossow (1835–1890) bald Goldvorkommen im Bereich des unteren Amgun und seiner Nebenflüsse.
Genauere Erkundung und Abbau dieser Lagerstätten wurden vom Blagoweschtschensker Kaufmann Charlampi Tetjukow 1869 aufgenommen. 1870 gründete er an Stelle des heutigen Ortes seinen Hauptstützpunkt, den er Kerbinskaja residenzija nannte (Kerbi-Residenz, nach dem Fluss Kerbi, der wenige Kilometer nördlich in den Nimelen mündet; dieser wiederum fließt wenig unterhalb des Ortes dem Amgun zu). 1884 wurde der Name des inzwischen entstandenen Dorfes auf Kerbi verkürzt.
1926 entstand der gleichnamige, dünn besiedelte Rajon (heute 0,2 Einwohner/km²), und Kerbi wurde dessen Verwaltungszentrum.
1939 erhielten Dorf und Rajon ihre heutigen Namen (wörtlich (Dorf/Rajon) namens Polina Ossipenko) nach der Pilotin Polina Ossipenko, die zuvor bei einem Flugzeugabsturz ums Leben gekommen war. 1938 hatte sie zusammen mit Walentina Grisodubowa und Marina Raskowa mit der ANT-37bis „Rodina“ einen Frauenweltrekord über eine gerade Flugstrecke von gut 5900 Kilometern aufgestellt, die ausgehend von Moskau im Gebiet von Kerbi endete.

### Bevölkerungsentwicklung
| Jahr | Einwohner |
| ---- | --------- |
| 1939 | 1402      |
| 1959 | 1773      |
| 1970 | 2296      |
| 1979 | 2139      |
| 1989 | 2586      |
| 2002 | 2554      |
| 2010 | 2252      |
| 2021 | 1894      |

Anmerkung: Volkszählungsdaten

## Kultur und Sehenswürdigkeiten
Imemi Poliny Ossipenko ist Ausgangspunkt für den Besuch der Hochgebirge im westlichen Zentralteil der Region (Dusse-Alin, Nordteil des Burejagebirges) sowie Kanu- und Sportangeltourismus zu den fischreichen Gewässern der Region.
Der Ort besitzt ein kleines Heimatmuseum, das u. a. der Kultur des indigenen Völker des Gebietes (Ewenken und Negidalen) gewidmet ist.

## Wirtschaft und Infrastruktur
Hauptwirtschaftszweige des Gebietes sind Goldbergbau, Forstwirtschaft, Pelztierjagd und Fischfang, für die imeni Poliny Ossipenko – am ab hier schiffbaren Amgun gelegen – logistisches Zentrum ist.
Eine unbefestigte Straße führt in das 160 Kilometer entfernte Berjosowy an der Baikal-Amur-Magistrale (BAM; Station Postyschewo) und weiter entlang der Bahnstrecke in die nächstgelegene Großstadt Komsomolsk am Amur (insgesamt 350 km; Luftlinie gut 200 km). Eine Winterpiste führt über 150 Kilometer nach Tugur am Ochotskischen Meer und weiter entlang der Küste in das Verwaltungszentrum des nördlichen Nachbarrajons Tschumikan.
Vom kleinen Flughafen des Ortes (ICAO-Code UHHP) besteht Verbindung in die Regionshauptstadt Chabarowsk sowie in einige Orte im Rajon und nördlicheren Teilen der Region (Cherputschi, Tschumikan), betrieben von der Chabarowsker Regionalfluggesellschaft Wostok (Vostok Aviation) mit An-28 (Stand Februar 2009).
Am Ort befindet sich auch eine Troposphärenfunkstation.